# Maalderij (gemotoriseerd)
Een maalderij is een industrieel bedrijf waar men graan maalt met behulp van een elektro- of dieselmotor (of voorheen stoommachine). Het vormt de moderne opvolger van de klassieke graanmolen, zoals een windmolen of watermolen.
Tijdens de Industriële Revolutie werden sommige klassieke molens voorzien van een elektro- of dieselmotor, al dan niet in een aanbouw zoals bij de Ronde Molen in Overslag (Nederland). Vaak werden er echter ook nieuwe gebouwen opgericht om het malen op een grotere schaal toe te laten. Een voorbeeld hiervan zijn de voormalige Molens Drie Fonteinen in Vilvoorde (België).

## Voorbeelden

### Dieselmotor
- Maalderij De Nieuwe molen (Sinderen, Nederland)

### Elektromotor
- De Maalderij (Groessen, Nederland)
- Gulpermolen (Blieberg, België)
- Molens Van Orshoven (Leuven, België)